# 25-я авеню (линия Уэст-Энд, Би-эм-ти)
|   |   |   |   |   |
| · | · | · | · | · |

|   |   |   |   |   |
| · | · | · | · | · |

«25-я авеню» (англ. 25th Avenue) — станция Нью-Йоркского метрополитена, расположенная на линии Уэст-Энд, Би-эм-ти. Станция находится в Бруклине, на границе трёх его округов: Грэйвсента, Бенсонхерста, Бат-Бича; на пересечении 25-й авеню с 86-й улицей. На станции останавливается маршрут D (круглосуточно).
Станция эстакадная, представлена двумя боковыми платформами, обслуживающими только внешние пути трёхпутного участка линии. Центральный экспресс-путь не используется для маршрутного движения поездов. В центральной части платформы оборудованы навесами. С краев платформы ограждает высокий бежевый забор, на котором располагаются таблички с названием станции.
Станция имеет единственный выход, расположенный в центральной части платформ. Лестницы с каждой платформы ведут в эстакадный мезонин под платформами, где расположен турникетный павильон. Оттуда в город ведут четыре лестницы, ко всем углам перекрестка 25-й авеню и 86-й улицы. Станция была заснята в сцене погони в фильме «Французский связной».

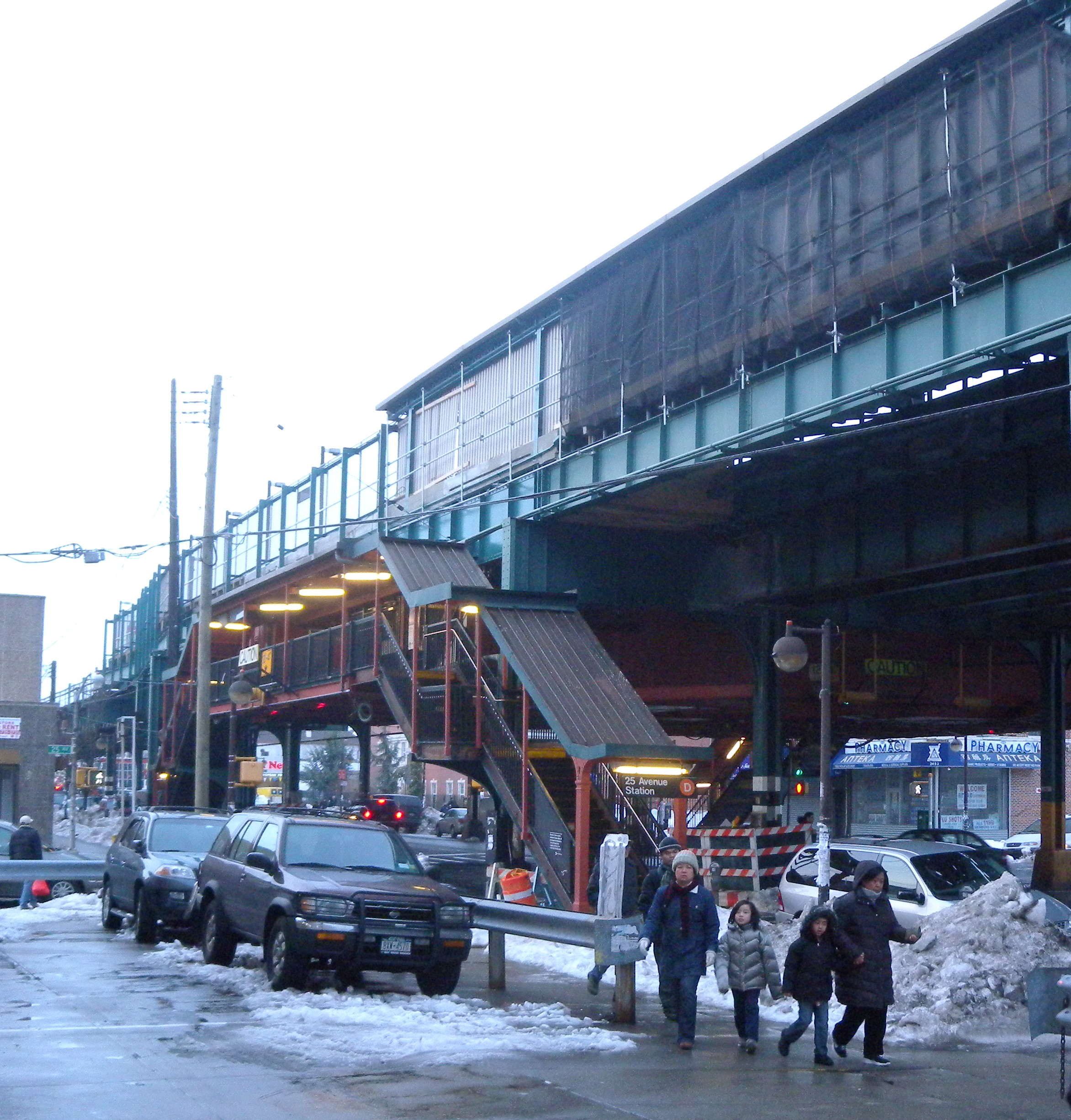
Выход со станции
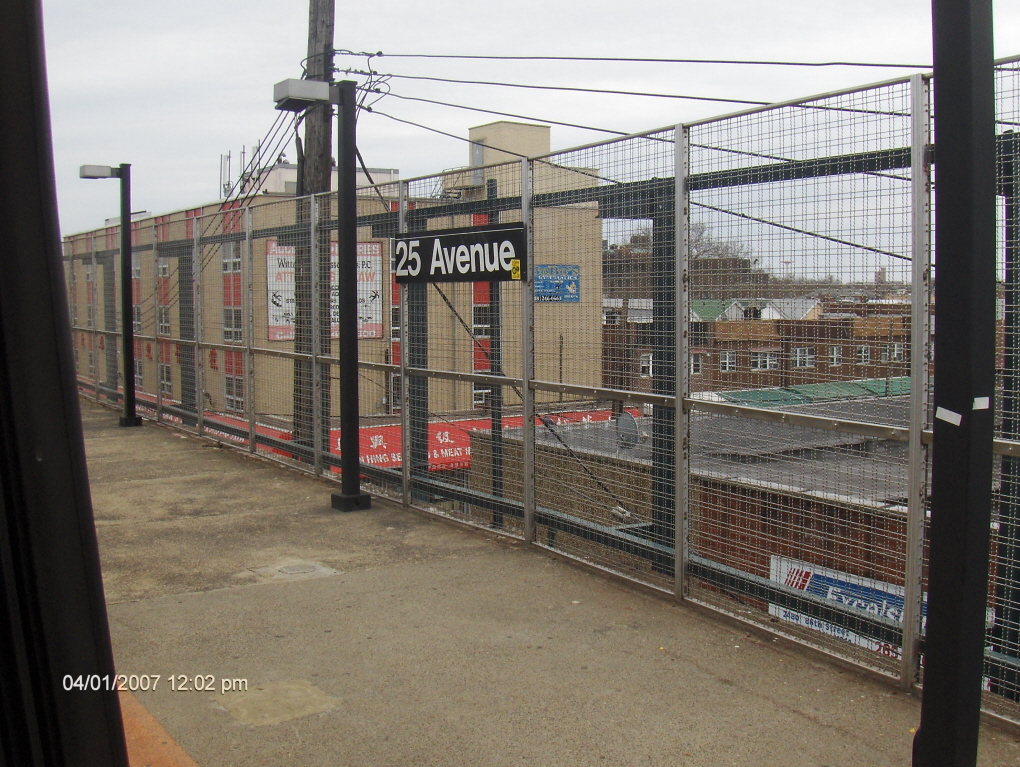
Вид на станцию из вагона поезда